# Rangi
Rangi fou un estat tributari protegit del tipus zamindari al tahsil de Brahmapuri, districte de Chanda a les Províncies Centrals. Estava format per 39 pobles amb una superfície de 290 km² i una població el 1881 de 4.562. La part oriental era muntanyosa amb abundància de tec i alguns altres arbres explotables, i la resta era arenosa i produïa arròs i en alguns llocs canya de sucre. La capital era Rangi a 20° 21′ N, 80° 13′ E / 20.350°N,80.217°E.